# آکیرونو، توکیو

نقشهٔ آکیرونو واقع در ناحیهٔ تامای توکیو

آکیرونُو (به ژاپنی: あきる野市 Akiruno) به یکی از بخش‌های منطقه تامای توکیو، پایتخت ژاپن گفته می‌شود. مساحت این بخش ۷۳٬۳۴ کیلومتر مربع است.